# Felix Sturm
Felix Sturm, właśc. Adnan Ćatić (ur. 31 stycznia 1979 w Leverkusen) – niemiecki pięściarz pochodzenia bośniackiego, były zawodowy mistrz świata organizacji WBA i WBO w kategorii średniej (do 160 funtów).

## Kariera amatorska
Jest dwukrotnym amatorskim mistrzem Niemiec w kategorii lekkośredniej (z 1998 i 1999). Zdobył złoty medal Mistrzostw Europy w Tampere w 2000. W tym samym roku reprezentował Niemcy na Igrzyskach Olimpijskich w Sydney. Przegrał tam w swojej trzeciej walce z Jermainem Taylorem.

## Kariera zawodowa
Na zawodowstwo przeszedł w styczniu 2001. Już w swojej dziewiętnastej walce, 13 września 2003, zdobył tytuł mistrza świata WBO, pokonując na punkty po niejednogłośnej decyzji sędziów Héctora Velazco. Sturm wystąpił w pojedynku w zastępstwie Berta Schenka, który zrezygnował z walki z powodu choroby. O tym że będzie walczył o pas mistrzowski, dowiedział się dwa dni przed pojedynkiem. Sturm zdołał obronić swój tytuł zaledwie raz, po czym 5 czerwca 2004 stracił go przegrywając na punkty po wyrównanej walce z Oscarem de la Hoya.
Sturm wygrał następne trzy walki, m.in. znokautował dwóch byłych mistrzów świata: WBC – Hacine Cherifi (w trzeciej rundzie) i WBO – Berta Schenka (w rundzie drugiej), a następnie, 18 czerwca 2005, pokonał na punkty w pojedynku eliminacyjnym WBA Jorge Sendrę.
11 marca 2006 zdobył tytuł mistrza świata WBA, pokonując na punkty Maselino Masoe. Stracił go już w następnym pojedynku, 15 lipca 2006, w którym przegrał przez techniczny nokaut w dziesiątej rundzie z Javierem Castillejo. 28 kwietnia 2007 doszło do walki rewanżowej między tymi pięściarzami. Tym razem wygrał Sturm i odzyskał utracony wcześniej pas mistrzowski.
W 2007 walczył jeszcze dwukrotnie. W czerwcu pokonał na punkty Noé Gonzáleza Alcobę. Cztery miesiące później zaledwie zremisował z Amerykaninem Randy Griffinem.
5 kwietnia 2008 pokonał przez techniczny nokaut w siódmej rundzie Jamie Pittmana. Australijczyk wcześniej dwukrotnie był liczony – w piątej i szóstej rundzie. Trzy miesiące później doszło do pojedynku rewanżowego z Griffinem – Sturm pokonał Amerykanina jednogłośnie na punkty. W ostatnim pojedynku w 2008 pokonał zdecydowanie na punkty swojego rodaka Sebastiana Sylvestra.
W kolejnej obronie Sturm zmierzył się z Japończykiem Koji Sato. Walka miała jednostronny przebieg i zakończyła się zwycięstwem Niemca przez techniczny nokaut w siódmej rundzie. 11 lipca 2009 pokonał jednogłośnie na punkty Khorena Gevora. 13 kwietnia 2012 pokonał przez poddanie w ósmej rundzie Sebastana Zbika
1 lutego 2013 roku w pojedynku o prawo walki do mistrzostwa świata IBF, Sturm zmierzył się z Australijczykiem Samem Solimanem. Sturm mimo iż był ogromnym faworytem, to przegrał pojedynek z Solimanem jednogłośnie na punkty. Jakiś czas później, Solimanowi został przedstawiony zarzut dopingu, co potwierdziły badania antydopingowe. Walka została uznana za nieodbytą, ale federacja IBF nie zmieniła swojej decyzji i pozostawiła Australijczyka oficjalnym pretendentem. 6 lipca zmierzył się z reprezentantem Czarnogóry, niepokonanym Predragiem Radoseviciem. Sturm zwyciężył przez techniczny nokaut w czwartej rundzie, mając wcześniej trzykrotnie rywala na deskach.
8 listopada 2014 w Stuttgarcie zmierzył się z dwukrotnym mistrzem świata kategorii super średniej, naturalizowanym rodakiem Robertem Stieglitzem (47-4-1, 27 KO). Po dwunastu rundach sędziowie punktowali na remis (113:115, 115:113 i 114:114).
9 maja 2015 we Frankfurcie nad Menem przegrał niejednogłośnie na punkty 112:117, 116:112 i 110:118 z Rosjaninem Fiodorem Czudinowem (13-0, 10 KO), walkę o pas WBA wagi super średniej w wersji Regular.
20 lutego 2016 w Oberhausen doszło do rewanżu z Fiodorem Czudinowem, gdzie po kontrowersyjnym wyniku 114:114, 115-113 i115-113 Felix Sturm został po raz piąty mistrzem świata.